# Le Dernier Templier (film)
Pour les articles homonymes, voir Le Dernier Templier.

Le Dernier Templier (en anglais The Minion) est un film d'action américano-canadien réalisé par Jean-Marc Piché en 1998.

## Synopsis
En 1999, on découvre dans le métro une clé mystérieuse. Lukas Sadorov, un ancien agent secret et disciple de l'ordre du Temple, s'associe alors à Karen Goodleaf, un célèbre archéologue, pour empêcher les créatures du démon de libérer Satan.

## Fiche technique
- Réalisateur : Jean-Marc Piché
- Scénariste : Matt Roe et Ripley Highsmith
- Année de production : 1998
- Genre : action, fantastique
- Pays : USA/Canada
- Musique : Jean Corriveau
- Taille : 633.2
- Producteur : Pascal Borno, Claudio Castravelli, Avi Nesher
- Production : Mahagonny Pictures et Taurus 7 Film Corporation
- Date de sortie aux USA : 8 février 2000
- Date de sortie en France: 9 mars 2000[1]
- Durée : 95 minutes.

## Distribution
- Allen Altman : Dante
- Andy Bradshaw : Un photographe
- Tony Calabretta : Dispatcher
- Don Francks : Michael Baer
- Michael Greyeyes : Gray Eagle
- Arthur Holden : Forensics officer
- Roc LaFortune : David Schulman
- Dolph Lundgren : Lukas Sadorov
- Anik Matern :
- David Nerman : Lieutenant Roseberry
- Michel Perron : Giannelli
- Françoise Robertson : Karen Goodleaf
- Victoria Sánchez : Police translator
- Dennis St John : Gregor
- Yvann Thibaudeau :